# 俅江黄耆
俅江黄耆（学名：Astragalus chiukiangensis）为豆科黄芪属的植物，为中国的特有植物。分布在中国大陆的云南等地，生长于海拔2,300米的地区，一般生长在山坡草地，目前尚未由人工引种栽培。

## 别名
俅江芰草（静生生物调查所汇报）